# Jovem Pan FM Tubarão
Jovem Pan FM Tubarão é uma emissora de rádio brasileira situada em Tubarão, no estado de Santa Catarina. Afiliada à rede Jovem Pan FM e pertencente à Rede Tabajara de Comunicações, a emissora opera na frequência FM 94,9 MHz. Sua origem remonta à antiga Rádio Bandeirantes Tabajara, que transmitiu na frequência AM 1090 kHz de 1961 a 2021.

## História
Fundada em 7 de março de 1961, a Rádio Tabajara AM tornou-se uma das emissoras mais importantes do sul catarinense, sendo a segunda rádio de Tubarão e contribuindo significativamente para o desenvolvimento da região. A emissora operava com 5.000 watts de potência.
Com um caráter jornalístico, a Rádio Tabajara AM sempre se destacou pela agilidade e objetividade na informação, entrevistando grandes personalidades ao longo dos anos. Após 20 anos, a emissora foi também para a frequência modulada, com a criação da Tabajara FM 98.9 (atualmente Massa FM Tubarão). 
Em 2002, após uma nova direção assumir a emissora, a Tabajara AM se afiliou à Rádio Bandeirantes, passando a ser denominada Rádio Bandeirantes Tabajara. Durante esse período, tanto a frequência AM quanto a FM estavam sob o comando do Grupo Barriga Verde, responsável também pela TV Barriga Verde. Contudo, em 2008, o grupo vendeu as emissoras para dois empresários de Tubarão.
Em 2010, a emissora inaugurou um novo estúdio, com equipamentos modernos e uma programação dinâmica. 
Em 2014, a emissora solicitou a migração da frequência AM para FM.
A programação era composta pelos programas Bom Dia Bandeirantes, com Vera Mendonça; Boca no Trombone, com Arilton de Oliveira; e Super Tarde, com Jorge Sousa, além de uma seleção musical sertaneja. 
Em 2020, a emissora completou 59 anos, e, nesse mesmo ano, foi autorizada a migração da frequência AM 1090 para FM 94,9. A emissora prometeu novidades para os ouvintes com a nova sintonia.
Em fevereiro de 2021, foi confirmado que, durante a migração para o FM, a emissora se afiliaria à Rede Jovem Pan. Nesse mesmo mês, encerrou as transmissões locais da Rádio Bandeirantes, passando a operar exclusivamente em rede para a conclusão das reformas nos novos estúdios.  A estreia aconteceu no dia 15 de março. 8 dias antes da estreia, a emissora completou a sua migração AM-FM.